# Sphenomorphus aesculeticola
Sphenomorphus aesculeticola är en ödleart som beskrevs av  Inger, Lian LAKIM och YAMBUN 200. Sphenomorphus aesculeticola ingår i släktet Sphenomorphus och familjen skinkar. Inga underarter finns listade i Catalogue of Life.